# 서술격조사
|  | 이 문서에 삭제가 신청되었습니다. 신청자: Aspere (기여) 삭제 기준: R2 - 이름공간 사이의 넘겨주기 삭제 신청자에게: 빠른 삭제 기준에서 자세한 삭제 기준을 확인할 수 있으며, 기준에 명시된 사유에 한해서만 삭제가 가능합니다. 삭제 신청할 때 고려할 점을 읽어 보시고 대안을 고려해 보세요. 문서 기여자에게: 제가 기여한 문서에 삭제가 신청되었는데 어떻게 해야 할까요? 당황하지 마세요. 삭제 신청 대처를 읽어보시고, 이 문서에 왜 삭제가 신청되었는지 다시 한번 생각해 보시고 문서를 보강해 주세요. 잘못된 삭제 신청이거나, 삭제 신청에서 언급된 문제점을 해결한 후에는 삭제 신청 틀을 떼도 됩니다. 단, 자신이 만든 문서에 대한 삭제 신청은 스스로 틀을 떼어서는 안 됩니다. 삭제 신청이 잘못된 것이라고 생각할 경우, 삭제 신청 틀 아래에 {삭제 신청 이의}를 추가하고, 아래의 버튼을 통해 이 문서의 토론 문서에 삭제 신청에 대한 의견을 남길 수 있습니다. 삭제 신청자에게: 문서 역사를 참고하여 해당 문서의 작성자나 주 편집자의 사용자 토론 문서에 아래 내용을 넣어 삭제 신청 사실을 알려 주세요. {{풀기:삭제 신청 알림\|서술격조사\|R2 - 이름공간 사이의 넘겨주기}} -- ~~~~ |

1. 넘겨주기 초안:서술격조사